# 1096
| Calendário gregoriano                                                        | 1096 MXCVI                                           |
| Ab urbe condita                                                              | 1849                                                 |
| Calendário arménio                                                           | 545 – 546                                            |
| Calendário bahá'í                                                            | -748 – -747                                          |
| Calendário budista                                                           | 1640                                                 |
| Calendário chinês                                                            | 3792 – 3793 Início a 27 de janeiro (aproximadamente) |
| Calendário copta                                                             | 812 – 813                                            |
| Calendário etíope                                                            | 1088 – 1089                                          |
| Calendários hindus - Vikram Samvat - Calendário nacional indiano - Cáli Iuga | 1151 – 1152 1017 – 1018 4196 – 4197                  |
| Calendário Holoceno                                                          | 11096                                                |
| Calendário islâmico                                                          | 489 – 490                                            |
| Calendário judaico                                                           | 4856 – 4857                                          |
| Calendário persa                                                             | 474 – 475                                            |
| Calendário rúnico                                                            | 1346                                                 |
| Calendário solar tailandês                                                   | 1639                                                 |

1096 (MXCVI, na numeração romana) foi um ano bissexto do século XI do Calendário Juliano, da Era de Cristo, e as suas letras dominicais foram  F e E (52 semanas), teve início a uma terça-feira e terminou a uma quarta-feira.
No território que viria a ser o reino de Portugal estava em vigor a Era de César que já contava 1134 anos.
| Ano completo                          |
| ------------------------------------- |
| Ano bissexto com início à terça-feira |

## Eventos
- Início da Primeira Cruzada.
- Primeira aula efectuada na Universidade de Oxford.
- Casamento de D. Henrique de Borgonha e D. Teresa de Leão, filha de Afonso VI de Castela, recebendo como dote as terras a sul do rio Minho (condados Portucalense e de Coimbra).
- D. Henrique concede foral à cidade de Guimarães.
- Sagração em Santarém de Geraldo de Moissac, como arcebispo de Braga, pelo primaz de Toledo.
- Construção inicial do Castelo de Alnwick em Northumberland, na Inglaterra.
- Consagração da igreja, posteriormente Basílica Saint-Sernin de Toulouse, pelo papa Urbano II.

## Nascimentos
- 12 de março - Canuto Lavardo, príncipe dinamarquês (m. 1131).
- Rei Estevão I de Inglaterra (m. 1154).
- Hugo de São Vitor, filósofo e teólogo da Idade Média (m. 1141).
- Hildegarda de Bingen, monja beneditina, mística, teóloga, compositora, pregadora, naturalista, médica informal, poetisa, dramaturga e escritora alemã.

## Mortes
- Gaucher I de Châtillon, senhor de Châtillon (n. 1050).
- Eudócia Macrembolitissa, esposa dos imperadores bizantinos Constantino X Ducas e Romano IV Diógenes (n. 1021).
- Dalmácio, bispo de Santiago de Compostela.